# Princess (2014)
Princess is een Israëlische film uit 2014, geschreven en geregisseerd door Tali Shalom-Ezer. 
De film ging in première op 14 juli in de competitie van het filmfestival van Jeruzalem waar hij een gedeelte eerste plaats (Haggiag Award for Best Israeli Feature) behaalde, samen met Gett: Le procès de Viviane Amsalem. De film neemt deel aan de competitie van het Sundance Film Festival 2015 in de World Cinema Dramatic Competition.

## Verhaal
Terwijl haar workaholic moeder weg is, speelt de twaalfjarige Adar en haar stiefvader een rollenspel dat zich op gevaarlijk terrein begeeft. In een poging te ontsnappen uit deze situatie ontmoet ze Alan, een dromerige jongen die sterk op haar lijkt, en brengt hem in de familie. Alan leidt Adar doorheen de donkere weg tussen de kindertijd en adolescentie, realiteit en fantasie, die voor altijd de spelregels in het huishouden zal veranderen.

## Rolverdeling
| Acteur            | Personage                  |
| ----------------- | -------------------------- |
| Ori Pfeffer       | Michael, Adar’s stiefvader |
| Shira Haas        | Adar                       |
| Keren Mor         | Alma, Adar’s moeder        |
| Adar Zohar-Hanetz | Alan                       |

## Nominaties
| Jaar                               | Prijs                                | Categorie        | Genomineerde(n) | Uitslag |
| ---------------------------------- | ------------------------------------ | ---------------- | --------------- | ------- |
| 2014                               |                                      |                  |                 |         |
| Filmfestival van Jeruzalem         | Haggiag Award – Best Israeli Feature | Tali Shalom-Ezer | Gewonnen        |         |
| Filmfestival van Jeruzalem         | Haggiag Award – Best Music           | Ishai Adar       | Gewonnen        |         |
| Filmfestival van Jeruzalem         | Haggiag Award – Best Cinematography  | Radek Ladczuk    | Gewonnen        |         |
| Awards of the Israeli Film Academy | Best Actress                         | Shira Haas       |                 |         |
| Awards of the Israeli Film Academy | Best Casting                         | Esther King      |                 |         |
| Awards of the Israeli Film Academy | Best Music                           | Ishai Adar       |                 |         |